# أرينا روك

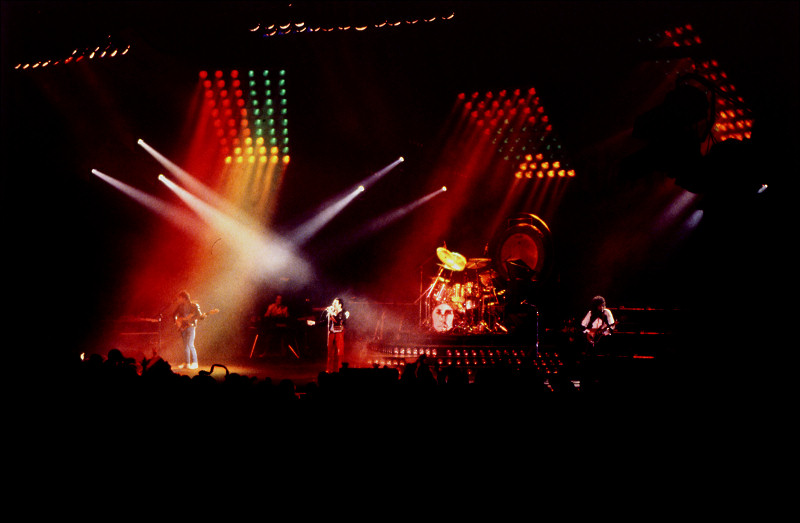
صورة من حفلة موسيقية لفرقة كوين في درامن تعود لشهر أبريل من عام 1982. يمكن ملاحظة التشديد على المظاهر بدءًا من التجهيزات التي زودت بها المنصة ومقدار الإضاءة في حفلات الإرينا روك.

أرينا روك (بالإنجليزية: Arena rock)‏ هو نوع من أنوع موسيقى الروك، ترجع أصوله إلى منتصف سبعينيات القرن العشرين. بدأت العديد من الفرق الموسيقية بوضع ألبومات وأغاني صممتها بطبيعتها لتتناسب مع أعداد غفيرة من الجماهير على خلفية الشعبية المتزايدة التي لاقتها فرق الهارد روك وتلك الفرق التي عزفت نمطًا أرق من البوب روك، ولكن كانت عالية وحادة في صوتها. وهكذا فقد تطور الإرينا روك بفعل استخدام هذه الفرق للأصوات التي أولت الناحية التجارية إضافةً إلى مدى موائمة بثها على المحطات الإذاعية قدرًا عاليًا من الأهمية.
تتجه الصورة النمطية نحو إناطة هذا الضرب بالرجال البيض من الطبقتين العاملة والوسطى في كل من الولايات المتحدة وكندا. أشارت بعض الانتقادات إلى الآثار المتمخضة عن هكذا إناطات نمطية من خلق للأحكام الازدرائية المسبقة إزاء الحالة الاجتماعية. ومع ذلك فقد حظي هذا النمط بنجاح وشعبية لا يمكن إغفالهما حول العالم، وتحديدًا من ناحية مبيعات الجولات والحفلات الموسيقية.